# Fosso delle Bocchette

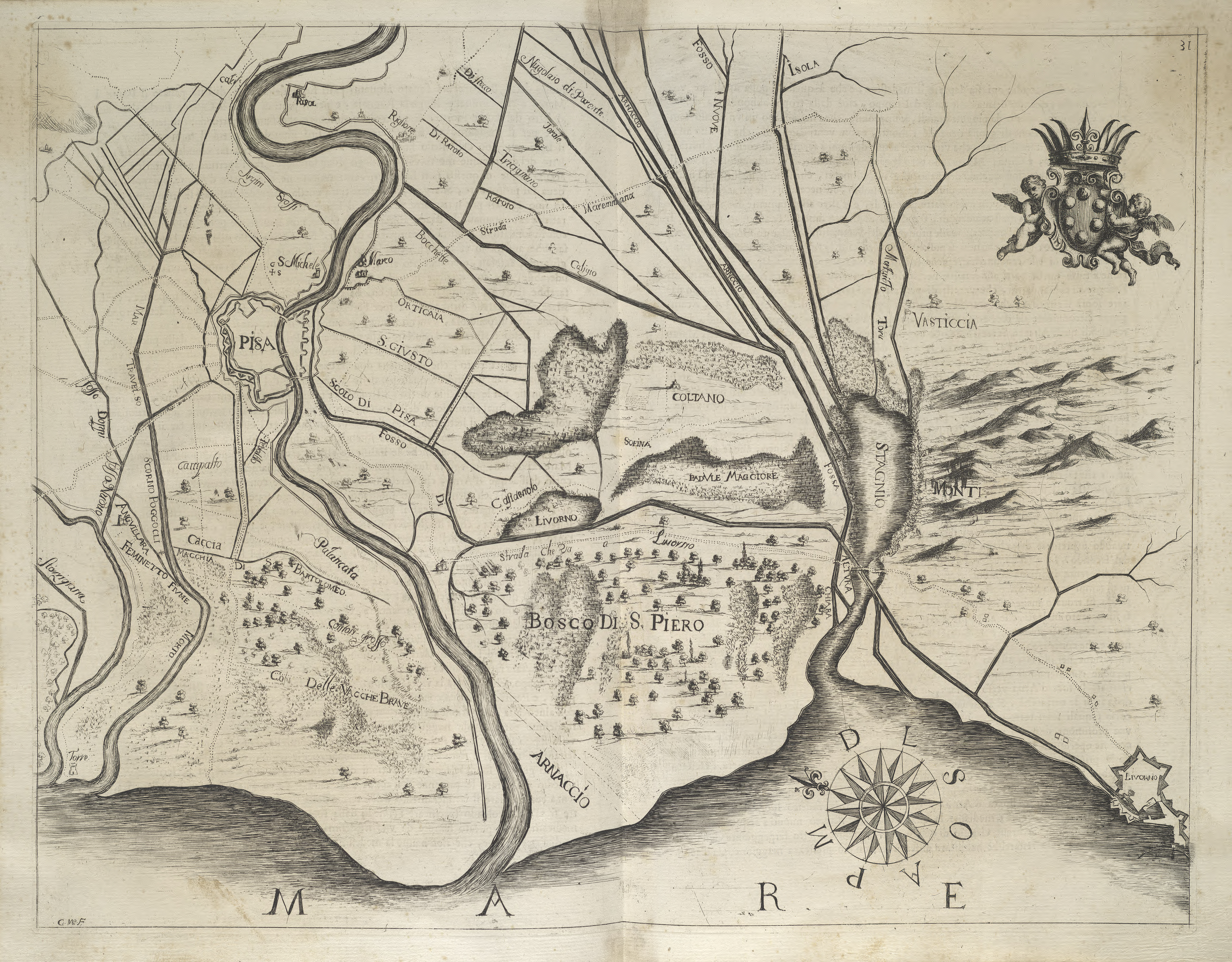
Mappa del 1685 dove è ancora presente il fosso delle Bocchette e il padule di Coltano.

Il fosso delle Bocchette fu un canale artificiale posto alle porte di Pisa, oggi scomparso.
Fu fatto costruire dal Granduca di Toscana Cosimo I de' Medici nel 1558 «allo scopo di derivare le acque dell'Arno in piena per colmare con le torbide trasportate i profondi e vastissimi paduli di Coltano, Padule Maggiore e Stagno». Il flusso veniva regolato dalle cateratte poste in un edificio fatto costruire appositamente e tuttora visibile nei pressi di Putignano, alla periferia orientale di Pisa. L'edificio, detto appunto Trabocco delle Bocchette, dà anche il nome al vicino ponte sull'Arno.
Documenti storici affermano che già nel 1684 il fosso non svolgesse da tempo le sue funzioni. Infatti nel 1568 fu attivato anche il Trabocco di Fornacette e nel 1586 iniziò la costruzione della villa medicea di Coltano dal Buontalenti, segno che ormai l'opera di bonifica era già ad un buon livello di avanzamento.
Il Fosso delle Bocchette è ancora abbastanza riconoscibile delle foto aeree del luogo.